# Ачкасар (озеро)
Ачкасар (арм. Աչքասար լիճ), или Эттик (арм. Էտտիկ լիճ, устар. Эттик-Гёль), — небольшое озеро в Армении, в Лорийской области, на северо-западе Лорийской котловины. Длина береговой линии — 1,1 км. Высота над уровнем моря — 1820 м. Площадь озера составляет 8,75 га, длина — 350 м, ширина — 250 м.
Близ озера расположены сёла: Пахахпюр, Дзюнашох, Даштадем, Мецаван, Каракала и город Ташир.
В озеро впадает часть стока реки Акчаладере.
У юго-восточной оконечности Ачкасара находится гора Хурда-Джалар.

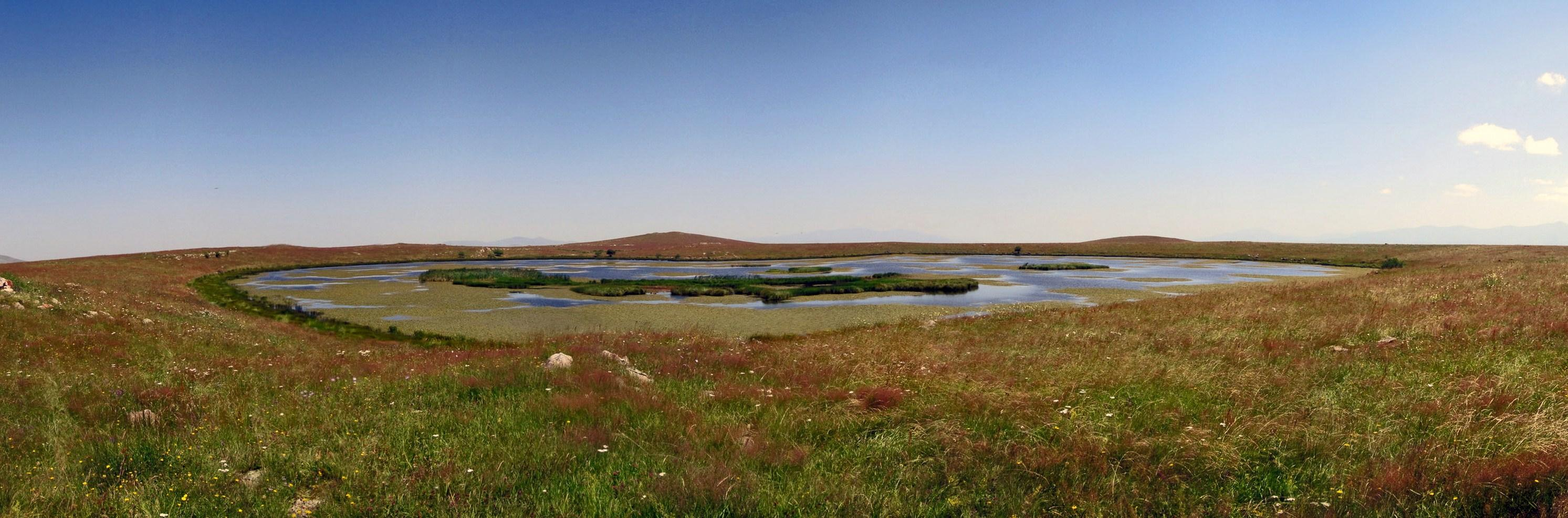
Озеро Ачкасар (Эттик)